# TSV Sanok
Towarzystwo Sportowe Volleyball Sanok – polski klub piłki siatkowej mężczyzn z siedzibą w Sanoku.

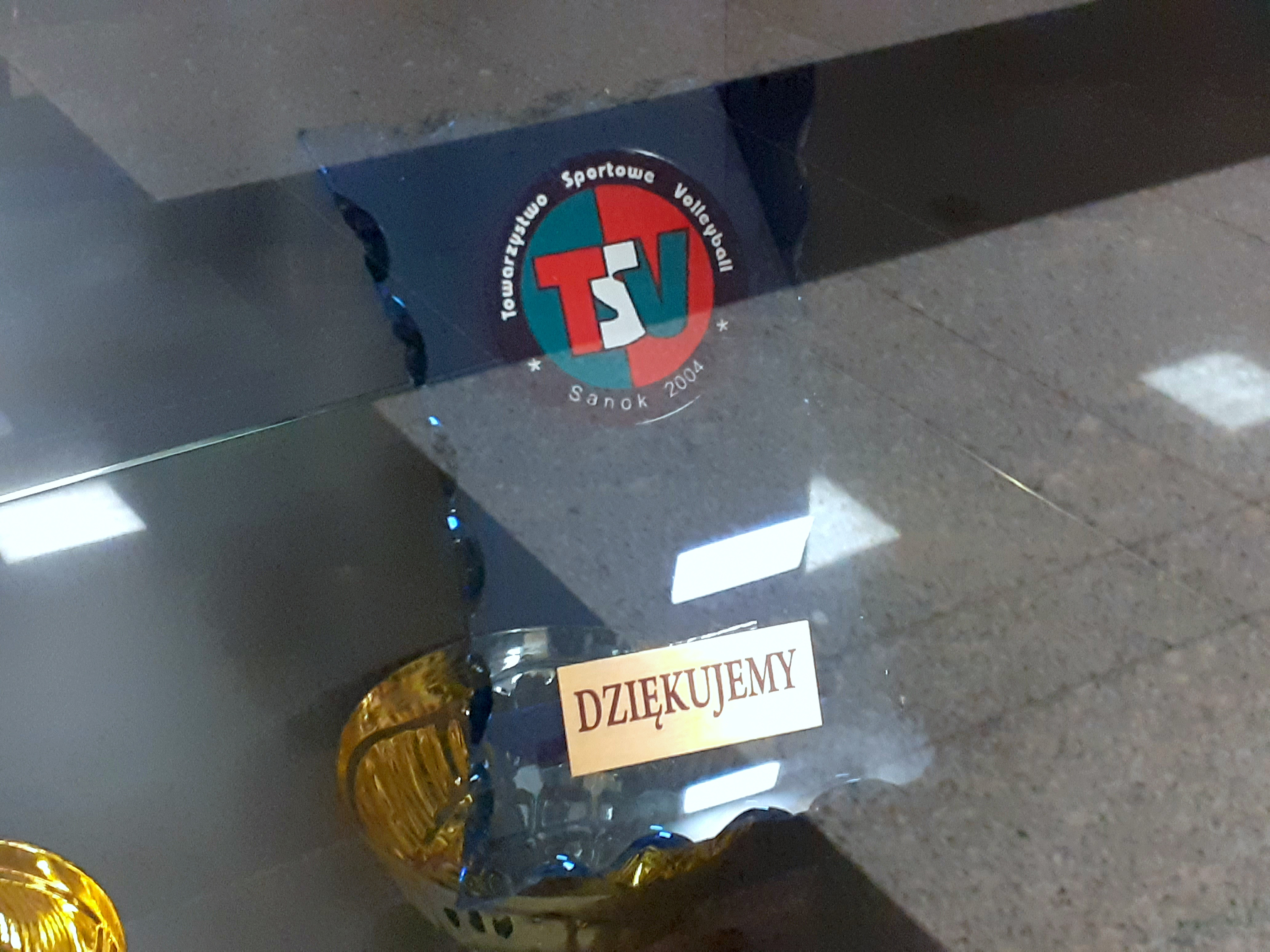
Statuetka TSV Sanok

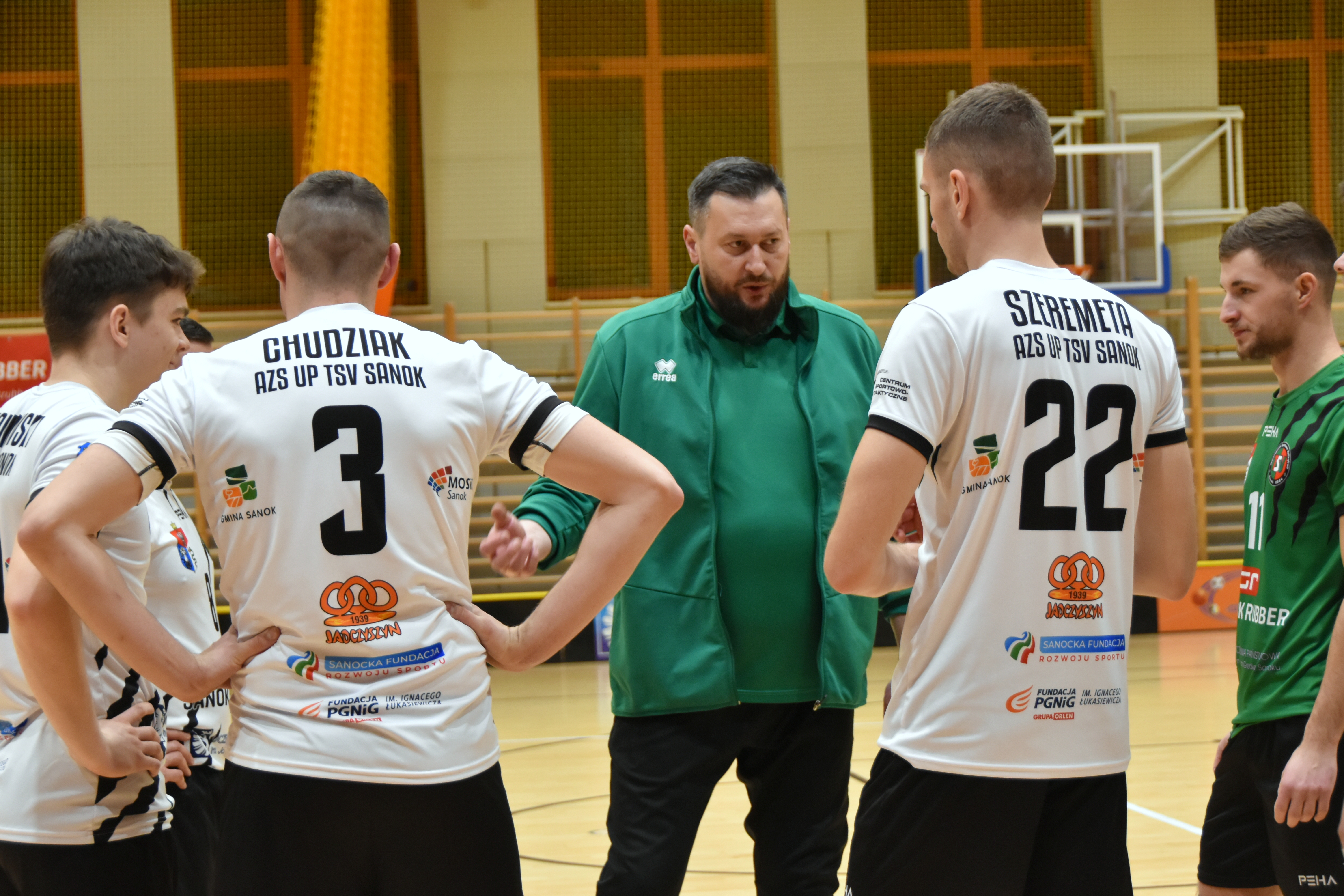
Drużyna TSV z trenerem Maciejem Wiśniowskim (2023)

## Historia
Klub kontynuuje tradycje siatkówki męskiej w Sanoku, prowadzonej w przeszłości w sekcji klubu Stal Sanok (od 1950), MKS Zryw (od 1960), MKS Stal (od lat 70. do 1993), Volleyball Club Sanok (założony w maju 1993, na jego rzecz w 1993 została przekazana sekcja siatkarska Stali Sanok). Towarzystwo Sportowe Volleyball Sanok zostało założone w 2004. Drużyna rozpoczęła występy w II lidze Grupie IV. Do końca sezonu 2013/2014 zespół występował pod nazwą sponsorską TSV „Mansard” Sanok, a trenerem był Maciej Wiśniowski. Na przełomie 2013/2014 trenerką w klubie została Dorota Kondyjowska. Od edycji 2014/2015 działa pod nazwą TSV „Cell Fast” Sanok, a szkoleniowcami zostali Piotr Podpora i Dorota Kondyjowska. Drużyna uczestniczyła w rozgrywkach Puchar Polski w sezonach 2013/2014, 2014/2015. W grudniu 2014 zostały wręczone wyróżnienia z okazji 10-lecia istnienia klubu TSV Sanok (otrzymali je m.in. trener i założyciel klubu Maciej Wiśniowski i zawodnik Tomasz Kusior).
Mecze w roli gospodarza zespół TSV rozgrywał w hali Zespołu Szkół nr 3 im. Walentego Lipińskiego i Mateusza Beksińskiego w Sanoku do 2015. Od sezonu II ligi 2014/2015 halą meczową klubu został obiekt ówczesnej Państwowej Wyższej Szkoły Zawodowej im. Jana Grodka w Sanoku (od 2019 Uczelnia Państwowa im. Jana Grodka w Sanoku).
W 2015 Stowarzyszenie TSV Sanok otrzymało Nagrodę Burmistrza Miasta Sanoka dla sportowców, działaczów sportowych za wysokie wyniki sportowe / zasługi dla sportu za rok 2014. Drużyna wygrała XI edycję Memoriału Tragicznie Zmarłych Siatkarzy Avii Świdnik, rozegranego w dniach 30-31 października 2015.
W sezonie II ligi 2015/2016 zespół występował pod nazwą sponsorską TSV Mansard TransGaz-Travel Sanok i uzyskał w nim awans do I ligi. W edycji Pucharu Polski 2015/2016 zespół dotarł do 3. rundy. W maju 2016 nowym trenerem zespołu został Krzysztof Frączek, a jego asystentem Artur Płonka. W 7. rundzie (1/8 finału) edycji Pucharu Polski 2016/2017 sanocka drużyna uległa zespołowi PlusLigi Cerrad Czarni Radom. W debiutanckim sezonie I ligi 2016/2017 drużyna TSV zajęła piąte miejsce. W kwietniu 2017 nowym prezesem zarządu klubu został wybrany Wiesław Pietryka. W sezonie I ligi 2017/2018 zespół TSV zajął ósme miejsce, które wcześniej zajęła po sezonie zasadniczym. Po zakończeniu sezonu władze klubu zbyły prawo do występu w I lidze na rzecz Gwardii Wrocław.
Na początku 2018 drużyna kadetów TSV dotarła do ćwierćfinałów mistrzostw Polski. W sezonie 2018/2019 drużyna seniorska TSV nie została zgłoszona do rozgrywek ligowych. Na początku 2019 drużyna juniorów TSV dotarła do półfinałów mistrzostw Polski juniorów. W sezonie 2019/2020 zespół TSV podjął występy w Podkarpackiej 2. Lidze (dotychczasowa IV liga). W jej sezonie 2019/2020 drużyna AZS TSV Sanok wygrała rozgrywki i awansowała klasę wyżej. Następnie w edycji III ligi 2020/2021 drużyna AZS UP TSV Sanok zajęła piąte miejsce.